# Gebhard III. Žovneški
Gebhard III. Žovneški, svobodni plemič iz rodbine Žovneških, ki je kasneje postala znana z imenom Celjski grofje, * neznano, † 1291.
Gebhard III. je bil sin Konrada I. in brat Konrada II., Ulrika in Liutpolda. Leta 1255 Gebharda najdemo kot zastopnika Žovneških, saj naj bi bili njegovi bratje še mladoletni. Leta 1262 sta po smrti Konrada II. Ulrik II. (oziroma I., če gre za isto osebo) in Liutpold III. podpisala dedno pogodbo, verjetno pa je podobno pogodbo z vsakim od njiju sklenil tudi Gebhard III. Dedne pogodbe so onemogočale drobljenje posesti in zagotavljala moč rodu. Gebhard je deloval v senci Konrada, Liutpolda in nato Ulrika II. Morebiti je Gebhard Žovneški istoveten z nekim Gebhardom, ki se je leta 1281 na razbojniški način polastil krškega gradu Rifnik pri Šentjurju, toda ta Gebhard se je moral Rifniku odpovedati še isto leto. Možno je tudi, da je Liutpoldu III. pravzaprav po imenu neznan viteški pesnik s priimkom Der von Sounegge, ki je sredi 13. stoletja pisal lirične pesmi.